# アラスカ州の都市圏の一覧

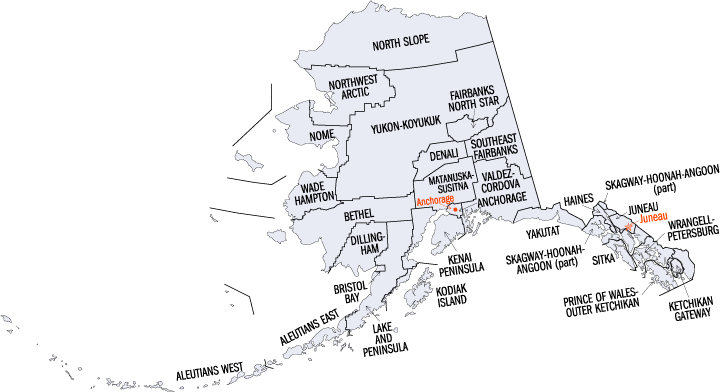
アラスカ州の16郡と11国勢調査地域を示す地図（1992-2007年）

本項目はアラスカ州の都市圏の一覧（アラスカしゅうのとしけんのいちらん）である。
アメリカ合衆国国勢調査局は、アラスカ州に大都市統計地域（MSA/都市圏）2ヶ所、および小都市統計地域（μSA/小都市圏）2ヶ所を定義している。下表には、左列より以下の情報を示す。
- コアベース統計地域（大都市統計地域および小都市統計地域）の名称
- コアベース統計地域の人口
- 各統計地域に含まれる郡および国勢調査地域の名称
- 各統計地域に含まれる郡および国勢調査地域の人口

下表における人口の数値はすべて2020年に行われた国勢調査時のものである。また、コアベース統計地域（大都市統計地域・小都市統計地域）は、2023年7月21日時点での定義に従う。
| コアベース統計地域   | 人口         | 郡/国勢調査地域                              | 人口    |
| -------------------- | ------------ | -------------------------------------------- | ------- |
| アンカレッジ都市圏   | 398,328      | アンカレッジ自治市                           | 291,247 |
| アンカレッジ都市圏   | 398,328      | マタヌスカ・スシトナ郡                       | 107,081 |
| フェアバンクス都市圏 | 95,655       | フェアバンクスノーススター郡                 | 95,655  |
| ジュノー小都市圏     | 32,255       | ジュノー市郡                                 | 32,255  |
| ケチカン小都市圏     | 13,948       | ケチカンゲートウェイ郡                       | 13,948  |
| （設定無し）         | （設定無し） | キナイペニンシュラ郡                         | 58,799  |
| （設定無し）         | （設定無し） | ベセル国勢調査地域                           | 18,666  |
| （設定無し）         | （設定無し） | コディアックアイランド郡                     | 13,101  |
| （設定無し）         | （設定無し） | ノーススロープ郡                             | 11,031  |
| （設定無し）         | （設定無し） | ノーム国勢調査地域                           | 10,046  |
| （設定無し）         | （設定無し） | シトカ市郡                                   | 8,458   |
| （設定無し）         | （設定無し） | クシルワック国勢調査地域                     | 8,368   |
| （設定無し）         | （設定無し） | ノースウエストアークティック郡               | 7,793   |
| （設定無し）         | （設定無し） | チュガック国勢調査地域                       | 7,102   |
| （設定無し）         | （設定無し） | サウスイーストフェアバンクス国勢調査地域     | 6,808   |
| （設定無し）         | （設定無し） | プリンスオブウェールズ・ハイダー国勢調査地域 | 5,753   |
| （設定無し）         | （設定無し） | ユーコン・コユクック国勢調査地域             | 5,343   |
| （設定無し）         | （設定無し） | アリューシャンズウエスト国勢調査地域         | 5,232   |
| （設定無し）         | （設定無し） | ディリンガム国勢調査地域                     | 4,857   |
| （設定無し）         | （設定無し） | アリューシャンズイースト郡                   | 3,420   |
| （設定無し）         | （設定無し） | ピーターズバーグ郡                           | 3,398   |
| （設定無し）         | （設定無し） | カッパーリバー国勢調査地域                   | 2,617   |
| （設定無し）         | （設定無し） | フーナー・アングーン国勢調査地域             | 2,365   |
| （設定無し）         | （設定無し） | ランゲル市郡                                 | 2,127   |
| （設定無し）         | （設定無し） | ヘインズ郡                                   | 2,080   |
| （設定無し）         | （設定無し） | デナリ郡                                     | 1,619   |
| （設定無し）         | （設定無し） | レイクアンドペニンシュラ郡                   | 1,476   |
| （設定無し）         | （設定無し） | スカグウェイ郡自治市                         | 1,240   |
| （設定無し）         | （設定無し） | ブリストルベイ郡                             | 844     |
| （設定無し）         | （設定無し） | ヤクタト市郡                                 | 662     |

## 註
1. ↑  QuickFacts. U.S. Census Bureau. 2020年.
2. ↑  OMB Bulletin No. 23-01, Revised Delineations of Metropolitan Statistical Areas, Micropolitan Statistical Areas, and Combined Statistical Areas, and Guidance on Uses of the Delineations of These Areas. Office of Management and Budget. 2023年7月21日.